# Kahilanjärvi
Kahilanjärvi är en sjö i kommunen Virdois i landskapet Birkaland i Finland. Sjön ligger 99,4 meter över havet. Arean är 73 hektar och strandlinjen är 5,32 kilometer lång. Sjön  ingår i Kumo älvs huvudavrinningsområde.   Den ligger omkring 97 km norr om Tammerfors och omkring 250 km norr om Helsingfors. 